# Chaîne des Côtes
La chaîne des Côtes, aussi appelée massif des Costes, est une chaîne de collines du Nord des Bouches-du-Rhône.

## Géographie

### Situation
La longueur du massif est de 10 kilomètres entre Cazan et La Roque-d'Anthéron, et sa largeur de 6 kilomètres entre Lambesc et Charleval. Son point culminant, non nommé, culmine à 482 m d'altitude, mais est généralement donné à 479 m au plateau de Sèze ou à celui de Manivert, un peu plus au nord.
Dans son prolongement on peut inclure le plateau des Roques, d'Aurons et de Vernègues qui culmine au Grand Puech à 394 m d'altitude au nord de Vernègues. Ce plateau a une longueur de 8 kilomètres entre Cazan à l'est et Lamanon à l'ouest et une largeur de 5 à 6 kilomètres entre Alleins au nord et Pélissanne au sud. C'est ce prolongement qui est appelé massif des Costes. Le village d'Aurons se trouve au cœur du plateau et la ville de Salon-de-Provence se trouve en bordure sud-ouest du plateau.
L'ensemble du relief sépare la basse Durance de la vallée de la Touloubre tout comme la chaîne de la Trévaresse.

## Histoire
En juin 1944, le massif est le témoin de combats entre l'armée allemande et la résistance française.
Ce massif a connu un incendie du 29 au 31 juillet 2003, sur les hauteurs de Lambesc, ravageant 500 hectares. 19 pompiers furent blessés dont un succomba à ses blessures.